# Hitchhiker
Hitchhiker är ett musikalbum av Neil Young utgivet 2017 av skivbolaget Reprise Records. Albumet spelades in och var tänkt att ges ut redan 1976, men då skivbolaget inte var imponerade av materialet blev det inget av saken. De flesta av albumets låtar har ändå gjorts tillgängliga under årens lopp i olika versioner och bara "Hawaii" och "Give Me Strength" hade aldrig tidigare funnits tillgängliga. Albumet fick generellt ett mycket positivt bemötande och snittar på 85/100 på Metacritic.

## Låtlista
(alla låtar skrivna av Neil Young)
1. "Pocahontas" - 3:27
2. "Powderfinger" - 3:22
3. "Captain Kennedy" - 2:51
4. "Hawaii" - 2:38
5. "Give Me Strength" - 3:40
6. "Ride My Llama" - 1:50
7. "Hitchhiker" - 4:37
8. "Campaigner" - 4:19
9. "Human Highway" - 3:16
10. "The Old Country Waltz" - 3:37

## Listplaceringar
- Billboard 200, USA: #20[2]
- UK Albums Chart, Storbritannien: #6[3]
- Danmark: #26[4]
- Finland: #6[5]
- VG-lista, Norge: #10[6]
- Sverigetopplistan, Sverige: #7[7]